# Steuben (Nowy Jork)
Steuben – miasto w Stanach Zjednoczonych, w stanie Nowy Jork, w hrabstwie Oneida.